# Yunus (naam)
Yunus (Arabisch: يونس, (Younis), Perzisch: Younes) is een gemeenschappelijke mannelijke voornaam en het Arabische equivalent van de naam Jonas, een Grieks variant van het Hebreeuwse Jona, wat (vredes)duif betekent.

## Verwijzingen

### Younes
- Younes El Aynaoui, een Marokkaans tennisser.
- Younès Kaboul, een Frans betaald voetballer.

### Younis
- Younis Mahmoud, een Iraaks voetballer.
- Younis Mohammad Ibrahim al-Hayyari, een Marokkaanse terrorist.

### Yunus
- Yunus Emre, een van de belangrijkste mystieke soefi-dichters van Turkije.
- Yunus Mallı, een Duits-Turks voetballer.
- Yunus Nadi Abalıoğlu, een Turkse journalist.
- Yunus Parvez, was een Indiase acteur.